# 赤黄山椒鸟
赤黄山椒鸟（学名：Pericrocotus flammeus）为山椒鸟科山椒鸟属的鸟类，俗名红十字鸟、朱红山椒鸟。分布于印度和斯里兰卡等地，在其分布区内为留鸟，一般生活于海拔约2100米以下的山地和平原的雨林、季雨林、次生阔叶林以及也见于松林、稀树草地或开垦的耕地。该物种的模式产地在斯里兰卡。
赤黄山椒鸟体重约23.3克，翼长约92.1毫米，嘴峰长约18.7毫米，喙宽度约6.1毫米，喙厚度约5.5毫米，跗蹠长约17毫米，尾长约88.4毫米。赤黄山椒鸟为肉食性，主要食物来源是陆生无脊椎动物。